# Лансло, Клод
Клод Лансло́ (фр. Claude Lancelot; 1615, Париж — 1695, Кемперле) — французский лингвист, филолог-классик, богослов. Один из учителей Жана Расина. Один из авторов «Грамматики Пор-Рояля».
Из-за солидарности с учением янсенистов, вынужден был оставить Сорбонну и сделался наставником двух принцев Конти (Луи-Армана и Франсуа-Луи), но затем удалился в монастырь.

## Творчество
Главные его труды:
- Grammaire générale et raisonnée de Port-Royal (в соавторстве с Антуаном Арно-сыном, 1660)
- Nouvelle Méthode pour apprendre la langue grecque (Париж, 1655);
- Nouvelle Méthode pour apprendre la langue latine (1644, 1656);
- Le Jardin des racines grecques (1657), бывший учебником во французских средних учебных заведениях вплоть до 1870 года.